# Distrito de Ribe
El distrito de Ribe (Ribe Amt en danés) era uno de los 16 distritos en que se dividía administrativamente Dinamarca hasta 2006. Ubicado en la parte occidental de la península de Jutlandia, su capital era la ciudad de Ribe.
A partir del 1 de enero de 2007, el distrito fue integrado en la nueva región de Syddanmark, como parte de la reforma administrativa implementada en el país
Estaba compuesto por 14 comunas:
| - Billund - Blaabjerg - Blåvandshuk - Bramming - Brørup - Esbjerg - Fanø | - Grindsted - Helle - Holsted - Ribe - Varde - Vejen - Ølgod |

## Alcaldes del distrito
| Período                 | Período                 | Alcalde                               |
| ----------------------- | ----------------------- | ------------------------------------- |
| 1 de abril de 1970      | 15 de noviembre de 1972 | Kai Knudsen (Venstre)                 |
| 16 de noviembre de 1972 | 31 de diciembre de 1989 | Frode Madsen (Venstre)                |
| 1 de enero de 1990      | 31 de diciembre de 1993 | Poul Erling Christensen (Conservador) |
| 1 de enero de 1994      | 31 de diciembre de 2006 | Laurits Tørnæs (Venstre)              |